# Badagaun (Gulmi)
Badagaun (nep. बडागाँउ) – gaun wikas samiti w zachodniej części Nepalu w strefie Lumbini w dystrykcie Gulmi. Według nepalskiego spisu powszechnego z 2001 roku liczył on 1550 gospodarstw domowych i 8430 mieszkańców (4557 kobiet i 3873 mężczyzn).